# Monterotondo Marittimo
Monterotondo Marittimo là một đô thị ở tỉnh Grosseto thuộc vùng Tuscany, nằm ở vị trí cách khoảng 80 km về phía tây nam của Florence và khoảng 45 km về phía tây bắc của Grosseto. Tại thời điểm ngày 31 tháng 12 năm 2004, đô thị này có dân số 1.254 người và diện tích là 102,5 km².
Monterotondo Marittimo giáp các đô thị sau: Castelnuovo di Val di Cecina, Massa Marittima, Monteverdi Marittimo, Montieri, Pomarance, Suvereto.